# المورد (السدة)

تعديل مصدري - تعديل

المورد محلة تابعة لقرية الدلاني، التابعة لعزلة بني الحارث بمديرية السدة إحدى مديريات محافظة إب في الجمهورية اليمنية.، بلغ تعداد سكانها 22 حسب تعداد اليمن لعام 2004.